# Lenguas pano-tacanas
Las lenguas pano-tacanas (también conocidas como Pano-takana y tacapano) constituyen una familia de lenguas habladas en Perú, oeste de Brasil, Bolivia y anteriormente norte de Paraguay.

## Clasificación

### Lenguas de la familia
Usualmente se considera a la familia pano-tacana como compuesta por dos ramas: las lenguas Pano y las lenguas Takana. Se han registrado algo más de una treintena de lenguas Pano. La siguiente lista refleja las dos ramas, pero no las subdivisiones internas de cada rama (incluye el número estimado de hablantes de cada una con la fecha del cálculo):
I. Rama Pano
1. Kaxararí (conocida también como Kashararí) 270 (2001)
2. Kulino (o Culino) (†)
3. Nocamán (o Nokamán) (†)
4. Kakataibo (o cacataibo, cashibo, kashibo) 5000 (1999)
5. Pánobo (†)
6. Huariapano (o Pano, Waripano) (†)
7. Shipibo (o Shipibo-Conibo, Shipibo-Konibo) 26 000 (2003); 30 000 (2008)
8. Kapanawa (o Kapanawa) 390 (2000)
9. Marubo (o Marobo) 1040 (2000)
10. Waninnawa (o Katukína) 315 (1998)
11. Remo (o Sakuya, Kukini) (†)
12. Tuxinawa (o Tushinawa) (†)
13. Amahuaca (o Amawaka) 220 (1995-2000)
14. Isconahua (o Iscobakebo, Iskonawa) 82 (2000)
15. Cashinahua (o Kashinawa, Kaxinawa, Tuxinawa) 2000 (2003)
16. Sharanawa (o Marinahua, Mastanahua, Parquenahua) 453 (2000-2007)
17. Yaminahua (o Yaminawa) 1390 (2000-2003)
18. Atsahuaca (o Yamiaca, Atsawaka-Yamiaka) (†)
19. Parannawa (†)
20. Puinaua (o Poyanawa) 12 (1992)
21. Xipinahua (o Shipinawa) (†)
22. Karipuna
23. Pacahuara (o Pacaguara, Pakaguara) 17 (2000)
24. Chácobo (o Chákobo) 550 (2000)
25. Shaninawa (o Xaninaua, Shanenawa, Xanenaua)
26. Sensi (†)
27. Mayoruna-Matsé (o Matse, Matis, Majoruna)
II. Rama Tacana
28. Tacana (o Tupamasa, Takana)
29. Reyesano (o San Borjano, Maropa)
30. Araona (o Carina, Cavina)
31. Cavineña (o Kavinenya)
32. Ese eja (o Ese’eha, Tiatinagua, Chama, Huarayo, Guacanawa, Chuncho, Eseʔexa, Tatinawa, Ese exa)
33. Toromona (†)
La mayoría de lenguas pano se hablan o bien en Perú o bien en la parte occidental de Brasil y en Bolivia. Por otra parte todas las lenguas tacanas se hablan en Bolivia (aunque el Ese’ejja se habla también en Perú). Para las lenguas pano se han propuesto al menos cuatro subramas internas en las clasificaciones más recientes. Algunas precisiones a los datos expuestos en la tabla:
1. Kulino, Nocamán, Pánobo, Huariapano, Remo, Tuxinawa, Atsahuaca, Parannawa, Xipinahua, Sensi y Toromona son actualmente lenguas muertas (un total de 11 lenguas).
2. El signo (†) indica que esa lengua está extinguida o es una lengua muerta.

### Relación con otras lenguas
Existen diversas propuestas de relación entre las lenguas pano-tacanas y otras familias. Por ejemplo J. A. Suárez (1973), siguiendo a Swadesh (1960) propone alguna evidencia de elementos similares entre el pano-tacano y otros grupos como el mosetén, el chon y lenguas aisladas como el cayubaba y el yuracaré (tipológicamente todas estas lenguas son algutinantes). 
M. R. Key (1978) sugiere que podría existir algún parentesco entre el pano-tacano, el mapuche, el mosetén y el chon. Sin embargo, ambos trabajos usan la comparación léxica multilateral entre lenguas modernas que produce, en general, peores resultados que la comparación binaria entre dos protolenguas reconstruidas.

## Características comunes
Tanto las lenguas pano como las lenguas takana muestran ergatividad escindida por lo que muchos postulan esta característica para el proto-pano-takana.

### Fonología
El sistema fonológico de las lenguas pano suele tener cuatro vocales /i, a, ɨ, o/ frente a las también cuatro vocales de la mayoría de lenguas takana /i, e, a, o/. El sistema consonántico las lenguas pano suelen tener más o menos que el de las lenguas takana.

### Pronombres
Las marcas de persona muestran gran similitud en ambas lenguas:
| GLOSA                | Lenguas pano | Lenguas pano | Lenguas pano | Lenguas takana | Lenguas takana | proto-pano- takana |
| GLOSA                | Panobo       | Yaminawa     | Shipibo      | Cavineña       | Takana         | proto-pano- takana |
| -------------------- | ------------ | ------------ | ------------ | -------------- | -------------- | ------------------ |
| 1.ª persona singular | e-           | e-           | e-           | ʔɨʔ- e-        |                | *i-                |
| 2.ª persona singular | mi-          | mi-          | mi-          | mi- me-        |                | *mi-               |
| 3.ª persona singular | ja-          | a-           | ja-          |                |                |                    |
| 1.ª persona plural   | no-          | no-          | no-          |                |                |                    |

Además los pronombres en su forma ergativa requieren tanto en lenguas pano como en lenguas takana la marca de ergativo -ra cuando aparecen al principio de la frase:
e-n-ra kinan-ke (shipibo, familia pano)
'(lo) vomité'
e-ra bakwe a-kware (Caviñena, familia takana)
'(lo) dije'

### Morfosintaxis
Las lenguas pano-tacanas tienen como orden dominante SOV y presentan en ciertos contextos alineamiento morfosintáctico de tipo ergativo, frecuentemente en la forma de ergatividad escindida.

### Comparación léxica
A continuación se proporciona una lista cogandos putativos entre el proto-pano y el proto-tacana, mostrando la relación genética entre ambas familias lingüísticas. Las dos ramas también comparten algunos morfemas gramaticales cogandos.
| GLOSA           | PROTO- PANO         | PROTO- TAKANA   | PROTO- PANO-TAKANA |
| --------------- | ------------------- | --------------- | ------------------ |
| 'árbol'         | *hiwi               | *akwi           | **hegwi            |
| 'diente'        | *ʂɨ-                | *t͡ʂe-           | **ʂɨ-              |
| 'dos'           | *ɾa-ßɨta            | *beta           | **bɨta             |
| 'hígado'        | *takwa              | *takwa          | **takwa            |
| 'hoja'          | *pɨɁi               | *pei ‘abanicar’ | **pɨɁi             |
| 'hueso'         | *ʂao                | *t͡ʂau           | **ʂau              |
| 'lengua'        | *hana               | *ana            | **hana             |
| 'mano'          | *mɨ-                | *me-            | **mɨ-              |
| 'noche'         | *(ya)mɨtV           | *meta           | **mɨta             |
| 'piel'          | *ßitsi              | *biti           | **bitsi            |
| 'fuego'         | *tsiɁi              | *ti             | **tsiɁi            |
| 'rodilla'       | *ɾã-                | *da             | **da-n             |
| 'sangre         | *himi               | *ami            | **hemi             |
| 'seno'          | *ʂo-                | *aṭṣu           | **aṣu              |
| 'sol'           | *ßari               | *badi ‘luna’    | **badi             |
| 'yo'            | *Ɂɨ                 | *e              | **Ɂɨ               |
| 'tú'            | *mi                 | *mi             | **mi               |
| 'venir'         | *ßɨ- ‘venir, traer’ | *be- ‘traer’    | **bɨ-              |
| 'carne'         | *nami               | *ɾami           | **Nami             |
| 'grasa'         | *ʂɨni               | *ṭṣeri          | **ṣɨNi             |
| 'uña'           | *mɨ̃-tsis[i]         | *metiji         | **mɨ-tsizi         |
| 'pie, pierna'   | *ta- ‘pie’          | *ta- ‘pierna’   | **ta-              |
| 'labio, borde'  | *kwɨ-               | *kwe(i)-        | **kwɨ ~ **kɨ-      |
| 'mejilla'       | *tamo               | *tamu           | **tamu             |
| 'boca'          | *kwɨʂa[CV]          | *kwat͡ʂa         | **kweʂa            |
| 'codo'          | *βaȿ(u)-            | *–batʂu         | **baṣu             |
| 'mono aullador' | *ɾoʔo               | *duʔu           | **duʔu             |
| 'madre'         | *ɨwa                | *e-kwa          | **ɨ-kwa            |
| 'grande'        | *ani                | *aɾi            | **aNi              |
| 'flauta'        | *ɾɨwɨ               | *dewe           | **dɨwɨ             |
| 'agujero'       | *kini               | *kani           | **keni             |